# قلم الفحم

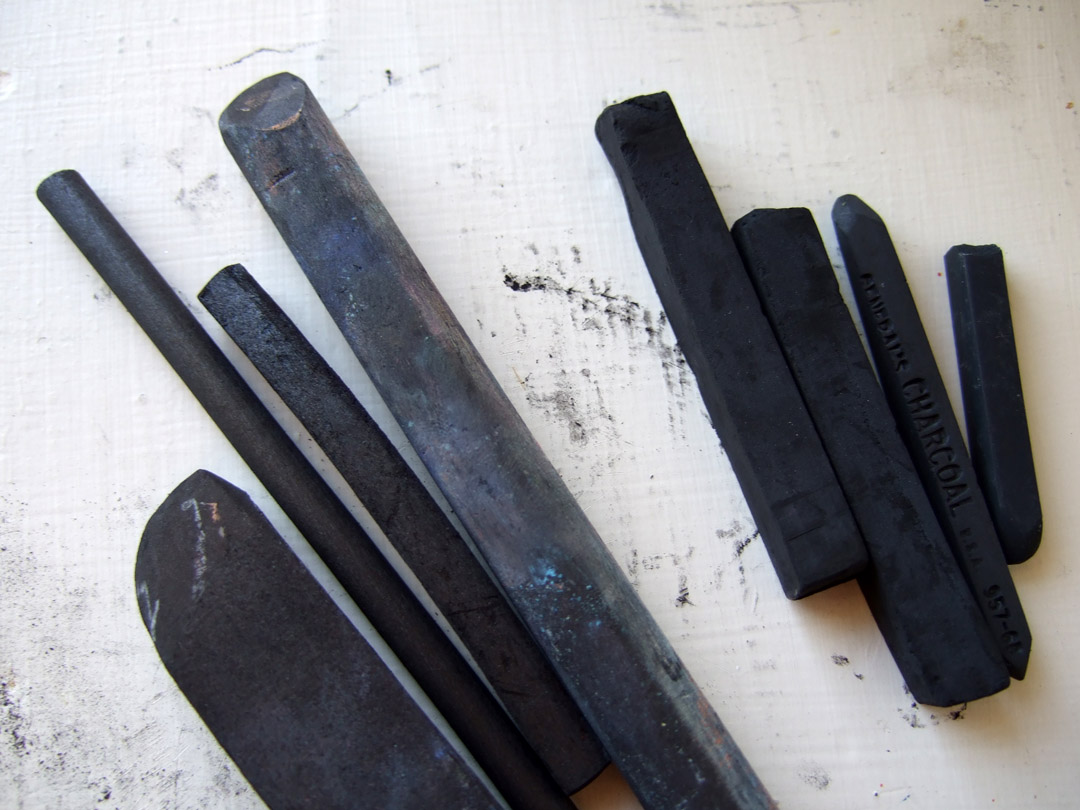
قضبان من الفحم تستخدم في الرسم

قلم الفحم اداة دائرية أو مربعة المقطع تستخدم في الرسم وخصوصا على الورق المقوى، والمادة الأساسية في قلم الفحم هي الفحم وتغلف هذه المادة أحيانا بالبلاستك, يكون الرسم بقلم الفحم سهل وغير قابل للمسح أو التعديل بواسطة الممحاة ويمكن بريه بواسطة المبراة.و يستخدم هذا القلم لرسم الأشخاص بشكل رائع ومن أفضل أنواع هذه الاقلام هي التي تكون ألمانية الصنع
الفحم يسمح باللعب على عدة تدرجات في اللون من الأسود الغامق (الحاد)إلى الرمادي القريب من الأبيض.

## الاستخدام
1. لا يمكن حمل قلم الفحم كأي قلم آخر، وذلك لان طريقة حمل القلم العادي تجعل اليد باكملها على الورقة وهذا مايجعل اليد تمحي أو تنقل مسحوق الفحم إلى مكان آخر في الرسمة
2. حمل الفحم في راحة اليد دون ضغط (شد) الاصابع كأننا نحمل ريشة رسم ويجب أن نحمل الفحم بالإبهام والاصبع الوسط والسبابة وعلينا ان نبقي الاصبعين الباقيين بعيدين عن لمس الورقة ثم وضعية الفحم يجب أن تكون أقل ميلاً من وضعية القلم العادي، ومساحة الفحم التي تتخطى الاصابع إلى الخارج عليها ان تكون أكبر من تلك الموجودة في الداخ
3. حتى يكون الرسم أكثر ثباتا يمكننا ان نسند اليد على الاصبع الصغير الذي نوقفه على الورقة بشكل يكون فيه حاملا لليد
4. من المفضل ان نرسم بواسطة بواسطة هذه الطريقة على اوراق ذات حجم كبير لصعوبة إظهار التفاصيل في الاوراق الصغيرة

## معرض صور

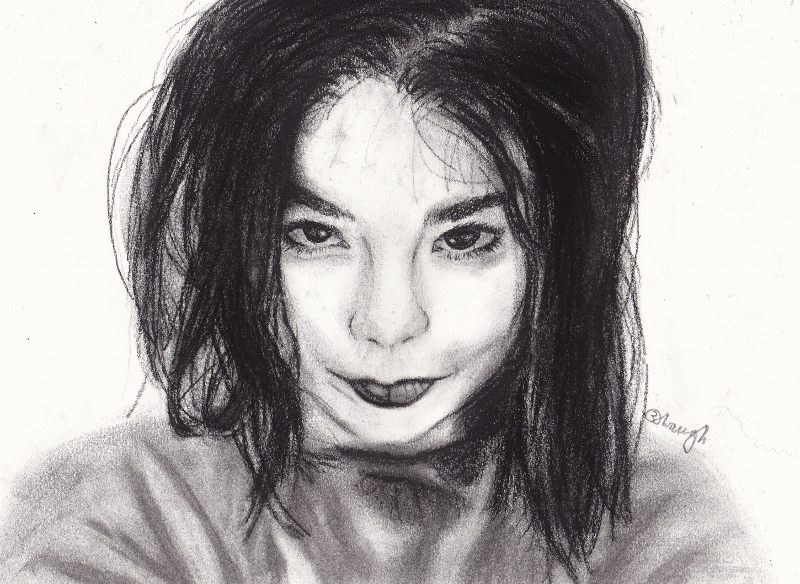
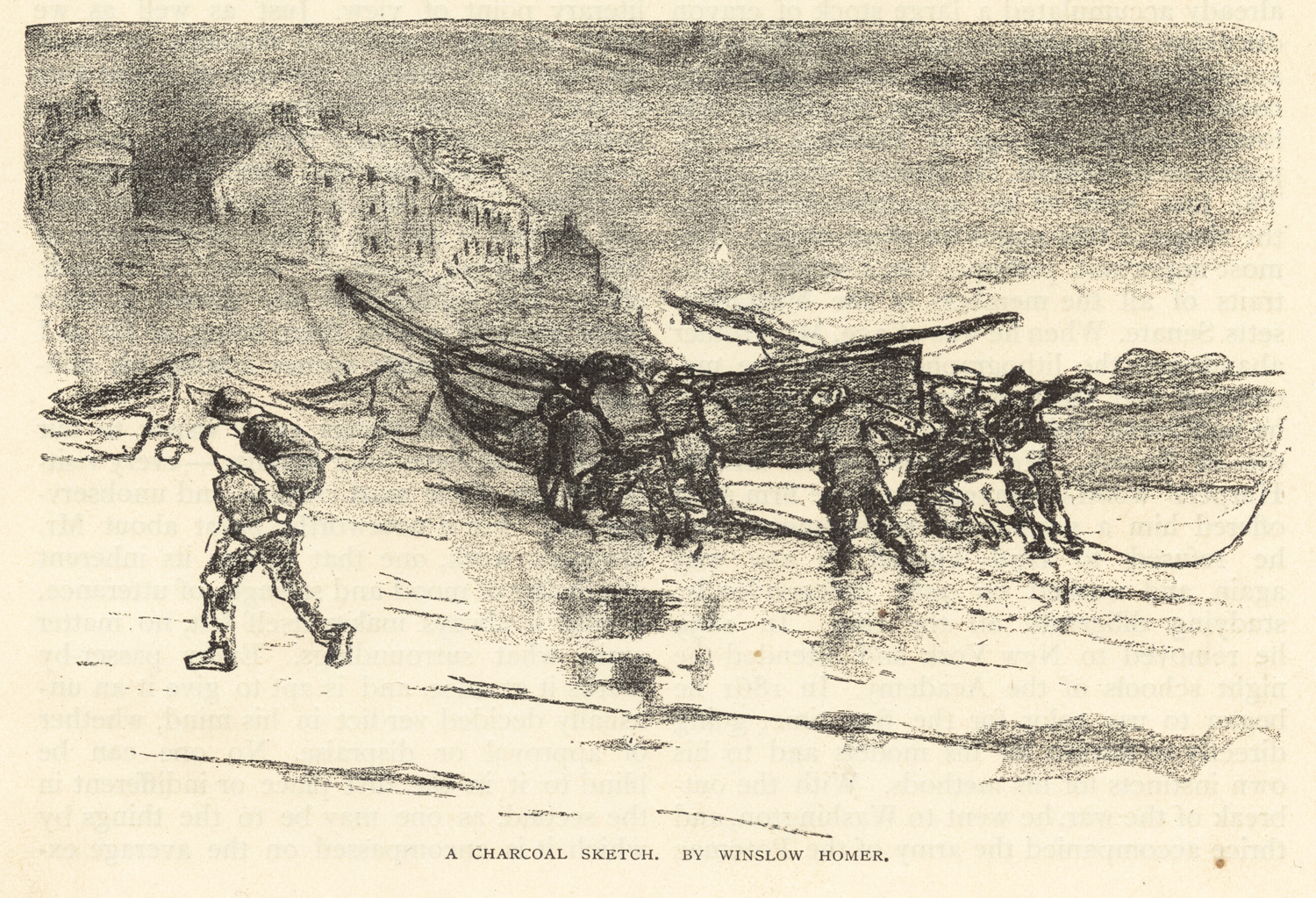
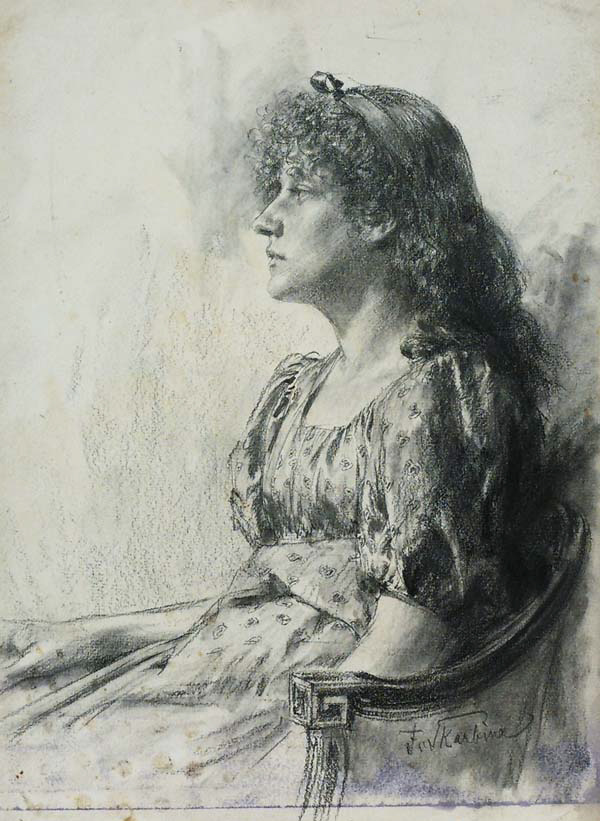
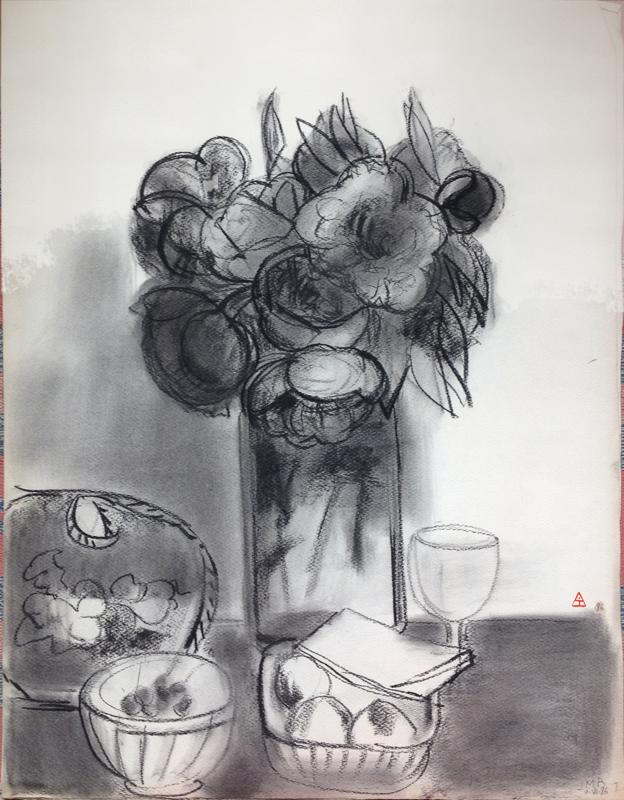